# モシリュウ

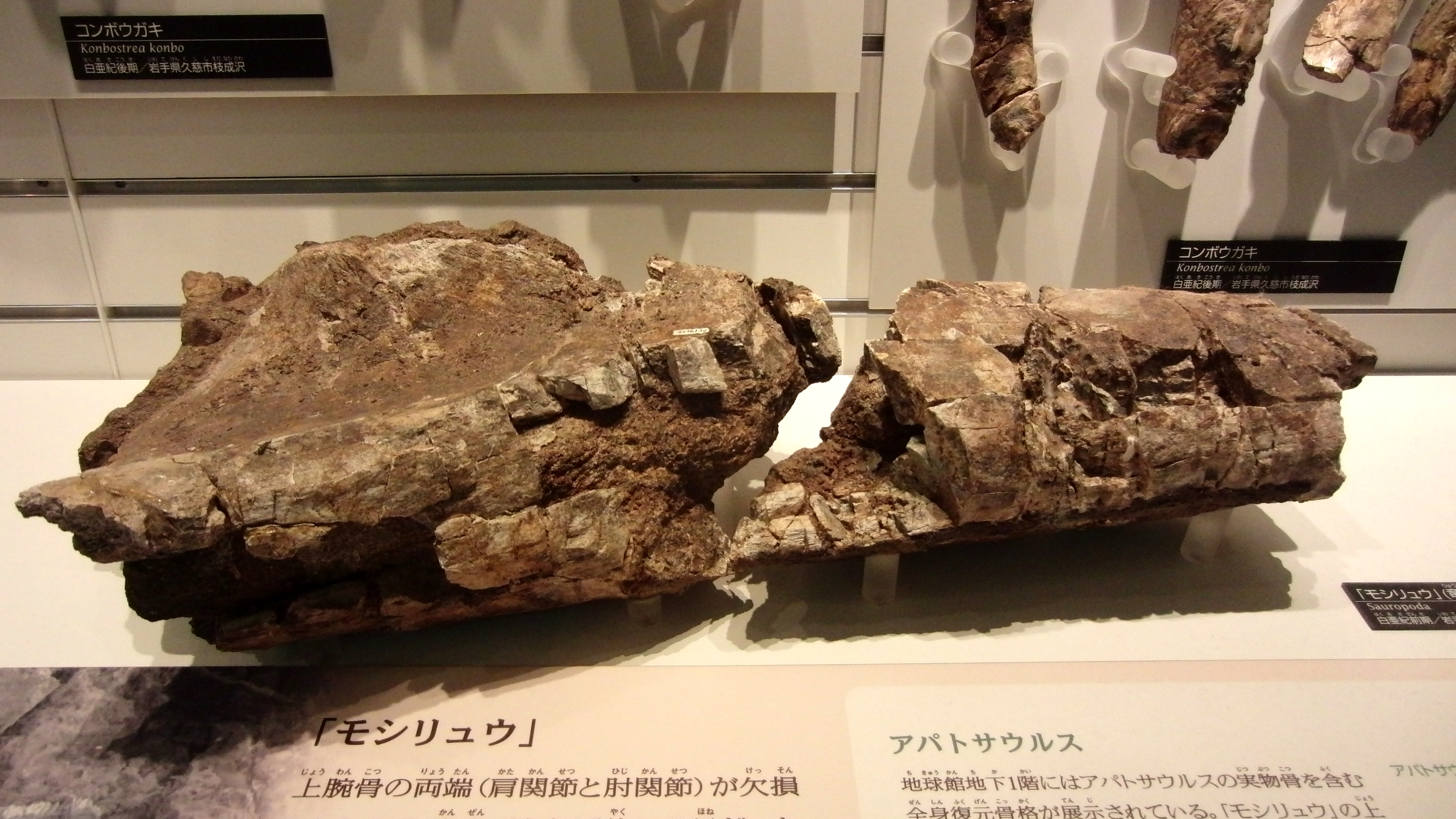
モシリュウの上腕骨の化石（国立科学博物館の展示）

モシリュウ（茂師竜）は、1978年に岩手県下閉伊郡岩泉町のモシ（茂師）で発見された恐竜化石である。竜脚類の上腕骨の一部が発見された。化石の状態の悪さから種の同定も記載もされておらず、学名はない。「モシリュウ」は通称である。約1億年前に生息しており、全長22メートルの大型恐竜と考えられている。

## 発見
日本では1934年に、当時日本領であった樺太からニッポノサウルスが発見されていたが、中生代には日本列島は形成されておらず大部分が海で、恐竜は生息していなかったので、「日本では恐竜化石は発見できない」、との先入観が学界を支配しており、恐竜化石は探求されなかった。1960年代には九州の長崎県でカモノハシ恐竜の化石の産出が、1970年代には北海道で大型肉食恐竜とされるエゾミカサリュウの発見が報じられたが、前者は哺乳類の化石、後者はモササウルスの化石を誤認したものと判明した。
モシリュウは日本国内で発見された化石としては初めて恐竜と確定したものであり、これにより日本でも恐竜化石の存在が認められ、その後の全国各地での恐竜化石発見のきっかけとなった。
モシリュウが発見された地層は、前期白亜紀に形成された宮古層群田野畑層であり、浅海から淡水域にかけて堆積した地層である。この宮古層群の軟体動物化石の研究を行ってきた花井哲郎（当時東京大学理学部教授）と、調査に同行した加瀬友喜（国立科学博物館研究員）の2人が発見者となった。
陸上に生息していたモシリュウが海に溜まった地層から発見されたのは、川沿いで死んだ後、バラバラになり海に流され、海底に堆積したためと考えられている。

## 分類
化石展のために日本に持ち込まれていた中国のマメンチサウルスと比較した結果、近縁であるとされた。当時マメンチサウルスはディプロドクス科に分類されており、モシリュウも長らくディプロドクス科に含まれていた。
ところが、その後の研究の結果、マメンチサウルスは首が長いという共通点はあるものの、ディプロドクス科ではないことが明らかにされた。さらにマメンチサウルスは中期ジュラ紀の恐竜でありモシリュウが発見された地層の年代（白亜紀）と合わない。また、モシリュウの化石はあまりに保存状態がひどく、詳細な分類上の特徴を有しないなどの理由から現在では所属不明の竜脚類とされている。実物化石標本が国立科学博物館に、レプリカが岩手県立博物館に展示されている。